# 李東炅
李 東炅（イ・ドンギョン、朝鮮語: 이동경、1997年9月20日 - ）は、大韓民国・大邱広域市出身のプロサッカー選手。Kリーグ1・金泉尚武FC所属。ポジションはミッドフィールダー。韓国代表。

## 経歴
2022年1月31日、シャルケ04に買取オプション付きのローン移籍で加入したことが発表された。
2022年6月10日、シャルケ04とのローン契約を更新し、2022年の終わりまで延長したことが発表された。